# Ithyphallic
Ithyphallic je peti studijski album američkog death metal-sastava Nile. Diskografska kuća Nuclear Blast Records objavila ga je 17. srpnja 2007.

## O albumu
Prvi je uradak sastava koji je objavila diskografska kuća Nuclear Blast. Također je jedini album skupine od albuma Amongst the Catacombs of Nephren-Ka na kojem se ne nalaze bilješke o značenju pjesama. Objavljen je i u posebnu izdanju kao kutija u obliku piramide sa slikama, tekstovima i bilješkama o značenju pjesama. 
Na naslovnici albuma jest kip egipatskog boga Mina koji podižu egipatski robovi. Ime albuma znači "podignuti falus".

## Popis pjesama
Tekstovi: Karl Sanders. 
| 1.    | »What Can Be Safely Written«                                                                         | George Kollias, Sanders      | 8:15  |
| 2.    | »As He Creates So He Destroys«                                                                       | Dallas Toler-Wade, Kollias   | 4:36  |
| 3.    | »Ithyphallic«                                                                                        | Kollias, Sanders             | 4:40  |
| 4.    | »Papyrus Containing the Spell to Perserve Its Possessor Against Attacks from He Who Is in the Water« | Kollias, Sanders             | 2:56  |
| 5.    | »Eat of the Dead«                                                                                    | Kollias, Sanders             | 6:29  |
| 6.    | »Laying Fire upon Apep«                                                                              | Kollias, Sanders             | 3:25  |
| 7.    | »The Essential Salts«                                                                                | Toler-Wade, Kollias          | 3:51  |
| 8.    | »The Infinity of Stone« (instrumentalna pjesma)                                                      | Sanders                      | 2:04  |
| 9.    | »The Language of the Shadows«                                                                        | Toler-Wade, Kollias          | 3:30  |
| 10.   | »Even the Gods Must Die«                                                                             | Toler-Wade, Kollias, Sanders | 10:01 |
| 49:47 | |                              |       |

| Dodatne pjesme s digipak-inačice | Dodatne pjesme s digipak-inačice                                                                                             | Dodatne pjesme s digipak-inačice | Dodatne pjesme s digipak-inačice | Dodatne pjesme s digipak-inačice | Dodatne pjesme s digipak-inačice | Dodatne pjesme s digipak-inačice | Dodatne pjesme s digipak-inačice | Dodatne pjesme s digipak-inačice | Dodatne pjesme s digipak-inačice |
| Br.                              | Skladba | Trajanje                         |                                  |                                  |                                  |                                  |                                  |                                  |                                  |
| -------------------------------- | --- | -------------------------------- | -------------------------------- | -------------------------------- | -------------------------------- | -------------------------------- | -------------------------------- | -------------------------------- | -------------------------------- |
| 11.                              | »As He Creates So He Destroys« (instrumentalna pjesma)                                                                       | 4:50                             |                                  |                                  |                                  |                                  |                                  |                                  |                                  |
| 12.                              | »Papyrus Containing the Spell to Perserve Its Possessor Against Attacks from He Who Is In the Water« (instrumentalna pjesma) | 2:56                             |                                  |                                  |                                  |                                  |                                  |                                  |                                  |
| 57:33                            | |                                  |                                  |                                  |                                  |                                  |                                  |                                  |                                  |

## Zasluge
| Nile - Dallas Toler-Wade – gitara, bas-gitara, vokal - George Kollias – bubnjevi - Karl Sanders – gitara, vokal Dodatni glazbenici - Chris Lollis – dodatni vokali | Ostalo osoblje - Neil Kernon – produkcija, snimanje, miks - Bob Moore – inženjer zvuka, ugađanje bubnjevi - Davide Nadalin – grafički dizajn, dizajn |

## Ljestvice
| Ljestvica (2007.) | Najviša pozicija |
| ----------------- | ---------------- |
| Finska            | 13.              |
| Njemačka          | 76.              |
| SAD               | 162.             |